# Polemius Silvius
Polemius Silvius est un écrivain gallo-romain du Ve siècle, auteur d'un calendrier réalisé en 448 ou début 449, conservé partiellement, et qui contient des listes de mots et de noms propres.

## Identification
On l'identifie à un Silvius qui est mentionné dans la Chronique de 452 et dans la Vie d'Hilaire d'Arles. Dans le premier texte, il est question de lui pour l'année 438 : « turbatæ admodum mentis post militiæ in palatio exactæ munera aliqua de religione conscribit » (« [un homme] à l'esprit complètement dérangé [qui], après avoir exercé des fonctions au Palais, compose des textes sur la religion »). Dans le second, on lit le passage suivant : « [Hilarius] se ipso celsior apparebat, ut ejusdem præclari auctores temporis, qui suis scriptis merito claruerunt, Silvius, Eusebius, Domnulus, admiratione succensi in hæc verba proruperint, non doctrinam, non eloquentiam, sed nescio quid super homines consecutum » (« [Hilaire] se surpassait visiblement lui-même, si bien que d'illustres auteurs contemporains, réputés à juste titre par leurs propres écrits, Silvius, Eusèbe, Domnulus, se précipitèrent enflammés d'admiration vers cette parole, pour obtenir, non pas une doctrine, non pas de l'éloquence, mais je ne sais quoi de surhumain »). Hilaire d'Arles est mort en 449, la même année qu'Eucher de Lyon à qui le calendrier est dédié (« Domino beatissimo Eucherio episcopo Silvius »). L'identification avec l'auteur de celui-ci (« Poltmius Silvius » [sic] dans l'unique manuscrit conservé, du XIIe siècle) a été faite par Le Nain de Tillemont (Mém. pour l'hist. eccl., XV, 134).
Polemius Silvius est parfois identifié à un évêque, nommé Salvius ou Sylvius, auquel Eucher de Lyon a adressé sa Passio Acaunensium martyrum.

## Œuvre
L'ouvrage est conçu de la même façon que le Chronographe de 354 (son texte, non ses illustrations), et il est clair que l'auteur s'inspire, soit d'une copie de celui-ci, soit d'un modèle très similaire. Le mot utilisé dans la préface pour désigner l'ouvrage est « laterculus » (litt. « petite brique », et au sens figuré « registre »). Il s'agit formellement d'un calendrier romain (avec les noms des mois athéniens, macédoniens, égyptiens et hébreux indiqués), avec pour chaque jour, en colonnes, l'indication des fêtes (en supprimant beaucoup de références païennes par rapport à son modèle, et les éléments trop complexes à calculer), des anniversaires des empereurs (et également de Cicéron, de Virgile), de la date de prise de fonction des consuls et préteurs, etc., et des conditions météorologiques de chaque saison. L'auteur souligne dans la préface qu'il n'a rien dit du zodiaque, l'astrologie étant illusoire. Ensuite, voici les listes annoncées dans la préface (et conservées ou non) :
- liste des empereurs romains et des usurpateurs (entre janvier et février) ;
- liste des provinces romaines (entre février et mars) ;
- liste d'animaux terrestres, célestes et aquatiques (entre mars et mai) ;
- table des phases de la lune et du cycle pascal  (non conservé) ;
- liste des monuments de Rome (entre juin et juillet) ;
- des « fables poétiques » (non conservé) ;
- abrégé de l'histoire romaine (entre août et septembre) ;
- liste de verbes désignant des cris d'animaux (à l'origine sans doute entre septembre et octobre, dans le manuscrit entre novembre et décembre) ;
- liste des poids et mesures (à l'origine sans doute entre octobre et novembre, dans le manuscrit après décembre) ;
- liste des mètres utilisés en poésie (non conservé) ;
- liste des écoles philosophiques (non conservé).

La liste des empereurs, dont les deux derniers mentionnés sont Théodose II, « præsens Augustus », et Valentinien III, est close par la formule « quod Postumiano et Zenone viris clarissimis consulibus adnotavi ». Le consulat de Postumien et de Zénon correspond à l'année 448.
Le calendrier de Polemius Silvius est le seul, avec les Fastes d'Ovide, à dater la disparition de Romulus des Quirinalia (17 février) au lieu des Nonae Caprotinae (7 juillet),,.
Une liste qui a particulièrement retenu l'attention est celle des animaux : 480 mots, dont certains encore inexpliqués. Certains de ces mots fournissent l'étymologie de mots français, provençaux ou italiens encore vivants : anabulio (« anvot, angot, anvain »)  ; camox (« chamois ») ; darpus (« taupe », dans les parlers du sud-est de la France « darbon ») ; taxo (« blaireau », dit aussi « taisson » dans certaines régions) ; sofia (« ablette », appelée « soife » dans le Lyonnais, « sofi » en Provence) ; gaius (« geai ») ; plumbio (« plongeon »), lacrimusa (« larmuse, lézard gris », « lagremuso » ou « larmuso » en provençal) ; levaricinus (« lavaret ») ; marisopa (« marsouin », « marsoupe » en dialecte poitevin) ; tecco (« tacon, jeune saumon ») ; etc. La liste des cris d'animaux donne 24 verbes les désignant.
Le calendrier de Polemius Silvius a été publié deux fois par Theodor Mommsen : une fois en 1857, une autre en 1892 (dans le tome I des Chronica minora, sæc. IV. V. VI. VII. de la coll. Monumenta Germaniæ Historia, p. 511-551).

### Éditions
- (la) « Polemei Siluij Laterculus », Acta Sanctorum, t. Ier,‎ janvier 1643, p. XLIII-XLIV (lire en ligne).
- [Mommsen 1857] Theodor Mommsen, « Polemii Silvii Laterculus », Abhandlungen der philologisch-historischen Classe der königlich. Sächsischen Gesellschaft der Wissenschaften,‎ 1857, p. 233-277 (BNF 31130230, SUDOC 171009029).
- [Mommsen 1892] (la) Theodor Mommsen (éd.), Chronica minora saec. IV, V, VI, VII, Berlin, Weidmann, coll. « Monumenta Germaniae historica / Auctores antiquissimi » (no 9), 1892, 1re éd., 1 vol., XII-756, in-4o (OCLC 458036282, BNF 30961362, SUDOC 194086976, lire en ligne).
- [Paniagua 2018] (la + it) David Paniagua (éd.), Polemii Silvii Laterculus [« Le Laterculus de Polemius Silvius »], Rome, Istituto storico italiano per il Medio Evo, coll. « Fonti per la storia dell'Italia medievale / Antiquitates » (no 51), 2018, 1re éd., 1 vol., VI-315, 26 cm (ISBN 978-88-98079-84-1, EAN 9788898079841, OCLC 1109738229, BNF 45768858, SUDOC 236894412, présentation en ligne).